# (8322) Kononovich
(8322) Kononovich es un asteroide perteneciente al cinturón exterior de asteroides, región del sistema solar que se encuentra entre las órbitas de Marte y Júpiter.
Fue descubierto el 5 de septiembre dde 1978 por Nikolái Stepánovich Chernyj desde el Observatorio Astrofísico de Crimea.

## Designación y nombre
Designado provisionalmente como 1978 RL1, fue nombrado así en honor a Aleksandr Konstantinovich Kononovich (1850-1910) quien fue profesor en la Universidad de Novorossisk y director del Observatorio Astronómico de Odessa durante muchos años. Pionero de la astrofísica, es conocido por sus observaciones fotométricas de los planetas, observaciones fotográficas del Sol e investigaciones sobre las prominencias solares.

## Características orbitales
Kononovich está situado a una distancia media del Sol de 3,226 ua, pudiendo alejarse hasta 3,706 ua y acercarse hasta 2,746 ua. Su excentricidad es 0,149 y la inclinación orbital 1,818 grados. Emplea 2116,03 días en completar una órbita alrededor del Sol.
Los próximos acercamientos a la órbita de Júpiter ocurrirán el 13 de julio de 2027, el 10 de octubre de 2038 y el 14 de diciembre de 2049.
Pertenece a la familia de asteroides de (24) Themis.

## Características físicas
La magnitud absoluta de Kononovich es 13,29. Tiene 11,610 km de diámetro y su albedo se estima en 0,083.